# Дерюэль, Рональд
Рональд Деруэль (фр. Ronald Desruelles; 14 февраля 1955, Антверпен, Бельгия — 1 ноября 2015, Пхукет, Таиланд) — бельгийский легкоатлет, чемпион европейского первенства в помещении в Мадриде (1986) .

## Спортивная карьера
Выступал одновременно в спринтерских беговых и в прыжковых дисциплинах. Являлся семикратным чемпионом Бельгии на дистанции 100 м (1978, 1979, 1982, 1984—1987), один раз побеждал на 200-метровке (1985) и в десять раз в прыжках в длину (1975—1979, 1981—1984, 1986). 
На летних Олимпийских играх в Монреале (1976) в соревнованиях по прыжкам в дину он не сумел преодолеть квалификационный отбор, однако через два года на чемпионате Европы в закрытых помещениях в Милане (1978) стал серебряным призером. На летнем континентальном первенстве в Праге в том же году выступил неудачно — в прыжках в дину он не сумел выйти из квалификации, а в эстафете 4×400 м в составе бельгийской сборной стал восьмым.
После четвертого места на европейском зимнем чемпионате в Вене (1979) последовало золото на чемпионате Европы в помещении в Зиндельфингене (1980). Однако из-за применения допинга он был лишен этой награды.
В 1984 г. он выиграл бронзу на первенстве континента в помещении в Гётеборге на дистанции 60 м, однако на Олимпийских играх в Лос-Анджелесе (1984) не смог преодолеть квалификацию на 100-метровке. Также становился бронзовым призером на дистанции 60 м на мировом чемпионате в закрытых помещениях в Париже (1985) и на континентальном — в Пире (1985). В 1986 г. он выиграл золото европейского чемпионате в помещении в Мадриде на той же спринтерской дистанции и на летних соревнованиях в Штутгарте вышел в полуфинал на 100-метровке.
Следующий успех пришел к легкоатлету на чемпионате Европы в помещении в Будапеште (1988), где он выиграл серебряную медаль в забеге на 60 м. 
Его брат, Патрик Деруэль, был известным прыгуном с шестом.
По завершении спортивной карьеры занимался ресторанным бизнесом в Таиланде. Был найдет повешенным в отеле Пхукета 1 ноября 2015 г. 